# Pseudis paradoxa
Grenouille paradoxale
Espèce
Statut de conservation UICN

 LC  : Préoccupation mineure
Pseudis paradoxa, la Grenouille paradoxale, est une espèce d'amphibiens de la famille des Hylidae.

## Répartition
Cette espèce se rencontre :
- au Suriname ;
- sur la Trinité ;
- au Brésil dans les États d'Amapá, du Roraima et du Maranhão.

La répartition de cette espèce est réduite depuis l'élévation au rang d'espèce de ses sous-espèces.

## Têtard et métamorphose

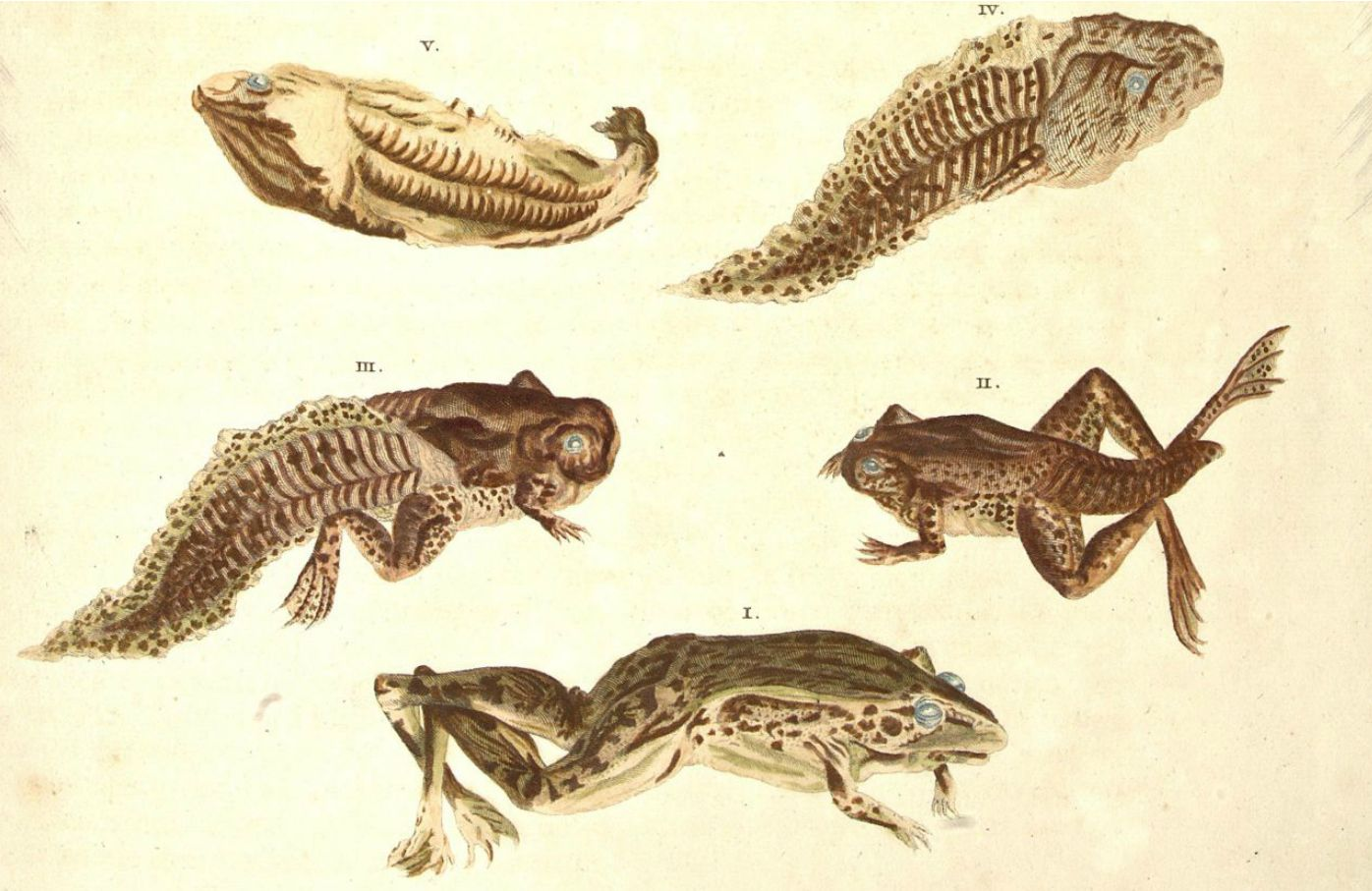
Pseudis paradoxa dans Metamorphosis insectorum Surinamensium de Marie Sibylle Mérian

Les têtards de cette grenouille se nourrissent de petites algues.
En fin de croissance, le têtard de la grenouille paradoxale peut atteindre 25 cm de long alors que l’adulte après métamorphose dépasse rarement le tiers de cette taille, ne mesurant que de 4,5 à 7,5 cm à maturité.
La grande taille est une caractéristique des têtards du genre Pseudis, mais l'ampleur du rétrécissement à la métamorphose est ici exceptionnelle : c'est cette particularité qui lui a valu le qualificatif de « paradoxal ».

## Taxinomie

### Synonymes
- Rana paradoxa Linnaeus, 1758
- Rana piscatrix Fermin, 1765
- Rana piscis Linnaeus, 1766
- Proteus raninus Laurenti, 1768
- Rana jackia Bonnaterre, 1789
- Pseudis merianae Duméril & Bibron, 1841
- Pseudis paradoxus paradoxus (Linnaeus, 1758)
- Pseudis paradoxus caribensis Gallardo, 1961
- Pseudis paradoxus nicefori Cochran & Goin, 1970

### Noms vernaculaires
- (fr) Grenouille paradoxale
- (nl) Jackjes[5]
- (fr) Jackie[6]

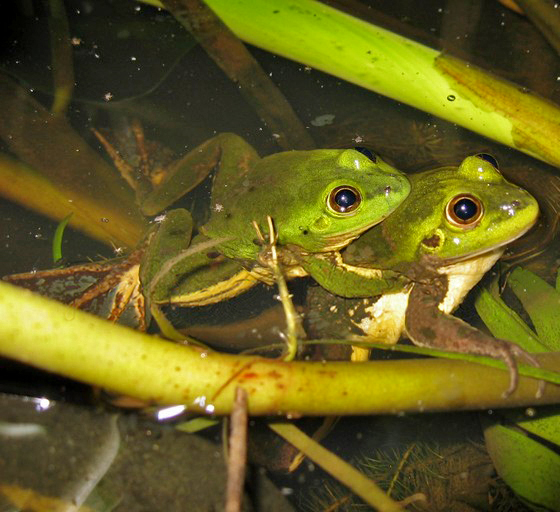
Pseudis paradoxa, Brésil, São Paulo

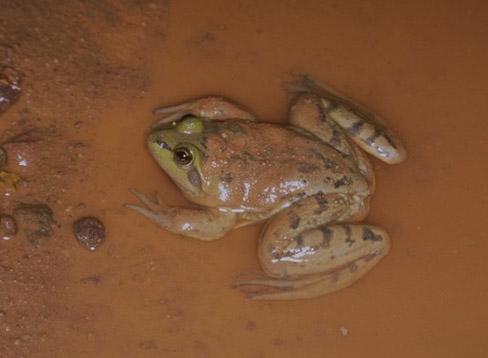
Pseudis paradoxa

- (fr) Pseudis de Mérian, francisation de Pseudis merianae, Duméril et Bibron, 1841, faisant référence à la naturaliste allemande Anna Maria Sibylla Merian qui l'a observée lors de son voyage au Suriname.

## Autres informations
- À l'âge adulte, elle consomme des  insectes et de petites grenouilles.
- Cette grenouille peut vivre jusqu'à 10 ans[réf. nécessaire].
- Le coassement de l'adulte ressemble à des quintes de toux et à des cris de porc[réf. nécessaire].

## Publication originale
- Linnaeus, 1758 : Systema naturae per regna tria naturae, secundum classes, ordines, genera, species, cum characteribus, differentiis, synonymis, locis, ed. 10 (texte intégral).